# Team Motorondersteuning

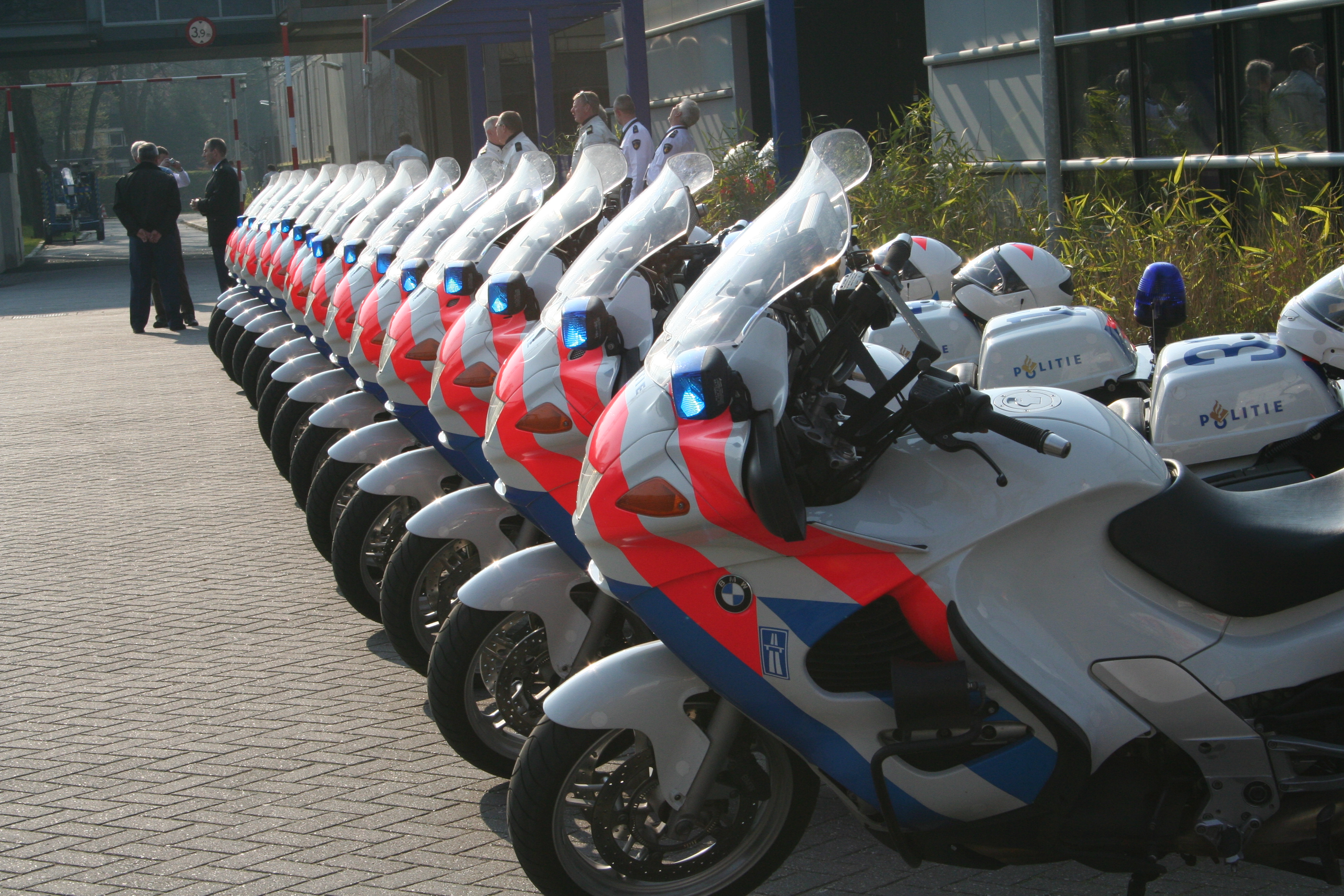
BMW K1200RS-Schurgers Design op linie

Team Motorondersteuning is een onderdeel van de Dienst Infrastructuur van de Eenheid Landelijke Expertise en Operaties (LX) van de Nederlandse politie. Ongeveer dertig motorrijders vormen de vaste kern van dit team. Zij hebben verkeersinzicht en kunnen verkeersstromen reguleren. Met hun motorfiets kunnen zij overal snel komen.

## Geschiedenis
Naar voorbeeld van de Duitse Autobahn Polizei werd in 1962 de Sectie Bijzondere Verkeerstaken (SBV) opgericht. Het doel van de SBV was surveillance op de autosnelwegen met snelle voertuigen, te weten Porsches, volgens het inhalende surveillance principe. Daarbij blijft men niet met de gelijke snelheid van het overige verkeer rijden, maar haalt men in met een snelheidsverschil van ongeveer 25 km per uur.  Hierdoor was het mogelijk om voertuigen letterlijk van achter tot voor en van binnen tot buiten te bekijken.
Het principe voldeed uitstekend op de autosnelwegen, maar de meeste verkeersdoden vielen ook in die tijd op provinciale wegen. Om op dit soort wegen ook uit de voeten te kunnen en om aan de verzoeken om toezicht op die provinciale wegen te voldoen, werd op 13 maart 1967 het startsein gegeven voor de Motor Surveillance Groep (MSG). 
De MSG was het derde onderdeel van de SBV, de voorloper van de Algemene Verkeersdienst (AVD), gevestigd op het terrein van de voormalige Alexanderkazerne in Den Haag. De SAS (surveillance autosnelweg ook wel porschegroep) en de Groep Bijzondere Controles (GBC) maakten sinds de oprichting van de SBV hier al deel van uit.
De MSG was een succes, met intensief surveilleren wist men op de Pl9 (Hilversum - Aalsmeer) het ongevallencijfer drastisch omlaag te brengen. Dit lukte ook op de beruchte "dodenweg" Breda- Tilburg en op het traject Roosendaal- Middelburg. De motoragenten formeerden ook een demonstratieteam. De demonstraties voertuigbeheersing en motoracrobatiek droegen bij aan de naamsbekendheid van de motorgroep en het vertrouwen in hun vakmanschap. De Motor surveillance Groep kreeg ook de zogenaamde begeleidingstaak opgedragen. Dit behelsde de zorg voor veiligheid bij Koninklijke bezoeken, het vervoeren van buitenlandse regeringsleiders en andere zogenaamde "Very Important Persons" (VIP's). Ook het begeleiden van wielerrondes als Olympia's Tour, de Ronde van Nederland en de Amstel Gold Race behoren tot de activiteiten. Ook werd jarenlang de begeleiding gedaan van bijzondere transporten over de weg van vrachtwagens met extreme lange/brede/hoge/zware ladingen.

### Motoren
In 1967 startte de Motor Surveillance Groep met de BMW R69S, een tweecilinder boxermotor met een cilinderinhoud van 590cc. Met 42 pk was deze BMW snel voor die tijd. De R69S haalde een topsnelheid van 155 km/u. Het boxertwinconcept van BMW is vele jaren de standaard gebleven. In het begin hadden deze motoren nog geen gestroomlijnde kuip. Net als het boxertwinconcept zou de Gläser kuip vanaf de introductie vele jaren dienst blijven doen bij GMS. Anno 2015 rijdt Motorondersteuning nog steeds op BMW, maar nu de K1600 GT-P. Een 6-cilinder lijnmotor met een cilinderinhoud van 1.649cc. Het vermogen is 160 pk en de topsnelheid ligt boven de 200 km/u. MSG/GMS/MO heeft niet alleen BMW gereden. Korte tijd hebben ook de Honda Goldwing, de Honda ST1100 Pan-European en de Yamaha FJR1300 A dienst gedaan.
De gebruikte motoren op een rij:
- BMW R69S (1967)
- BMW R60/6 (1975)
- BMW R75/5
- BMW R75/6
- BMW R75/7
- BMW R80/7
- Honda Goldwing
- BMW K100 RT (1985)
- BMW K1100 LT (1991)
- Honda ST1100 Pan-European (1999)

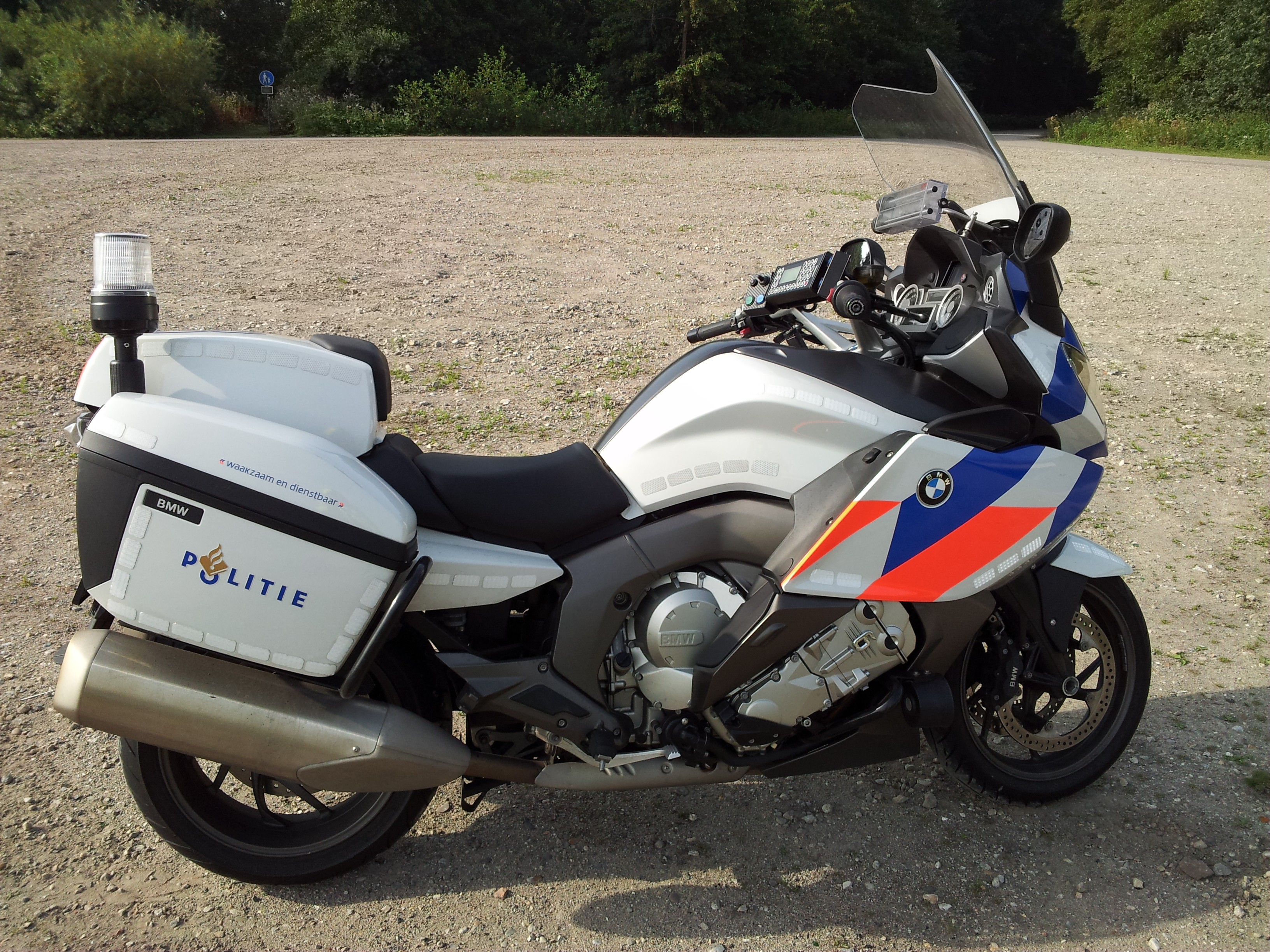
Politiemotor BMW

- BMW K1200 RS met Schurgers design (2004)
- BMW R1200 RT-P (2007)
- BMW R1250 RT-P (2021)
- Yamaha FJR1300 A (2008)
- BMW K1600 GT-P (2012)
- BMW R1250 RT-P (2021)

## Primaire taak

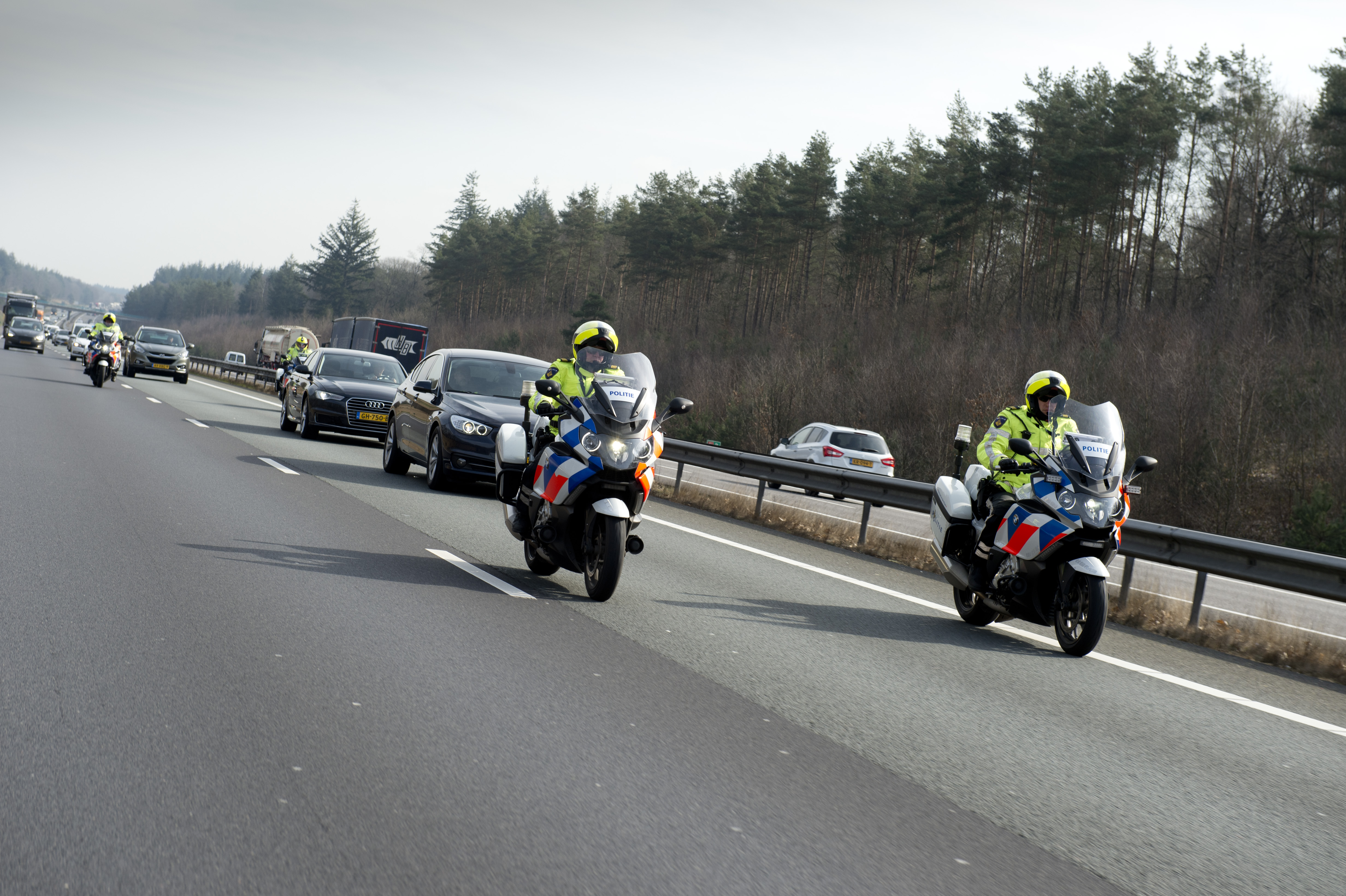
Verkeerstechnische Begeleiding van een VIP

Primair heeft Motorondersteuning tot taak het verkeerstechnisch begeleiden van leden van het Koninklijk Huis, Nederlandse bewindslieden en andere Nederlandse hoogwaardigheidsbekleders, officiële en werkbezoeken van hoge buitenlandse gasten en activiteiten van het Corps diplomatique, transporten met nationaal belang en (sport)evenementen. Deze hoofdtaak is vastgelegd in de Circulaire Bijzondere Verkeerstechnische Begeleiding van de Nationaal Coördinator Terrorismebestrijding en Veiligheid (NCTV).

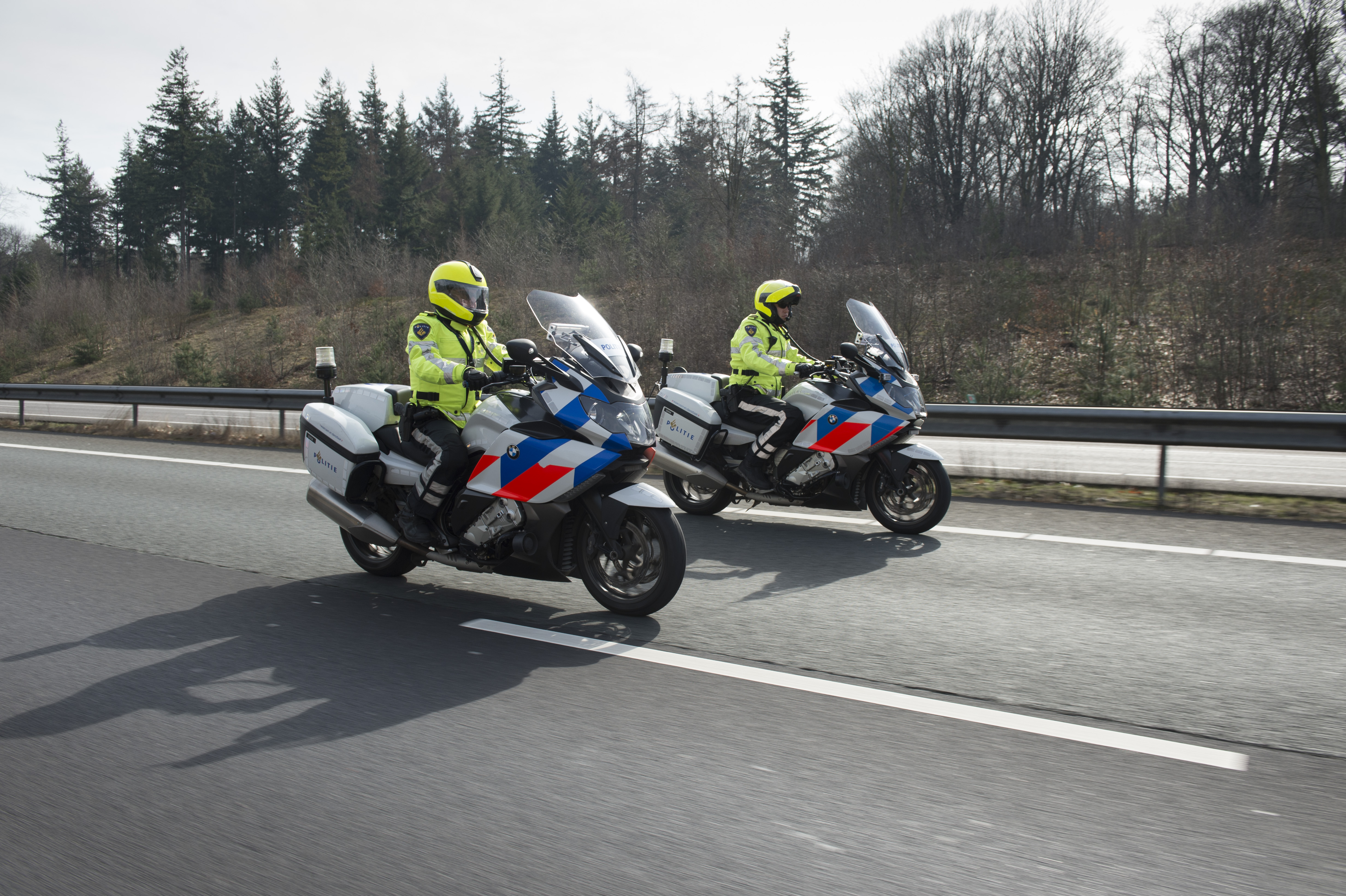
Sinds 2012 de dienstmotor, BMW K1600 GT-P

Verkeerstechnische begeleiding. Volgens de genoemde circulaire beoogt een verkeerstechnische begeleiding een juiste en vlotte verplaatsing van een stoet, waarbij zowel aan de bestuurders in de stoet als aan overige weggebruikers aanwijzingen kunnen worden gegeven. Deze aanwijzingen staan boven ter plaatse geldende verkeersregels en -tekens van het RVV 1990 en dienen door weggebruikers te worden opgevolgd.
Begeleiding buiten Nederlands grondgebied. In principe verzorgt Motorondersteuning uitsluitend de begeleidingen op Nederlands grondgebied. Indien begeleiding van Nederlandse bewindslieden verzocht wordt voor in het buitenland, dan zal het ontvangende land om begeleiding gevraagd worden door het Nationaal CrisisCentrum (NCC). Indien de buitenlandse autoriteit geen verkeerstechnische begeleiding verzorgt, kan worden gevraagd of de buitenlandse autoriteit toestemming geeft aan de Nederlandse uitvoerende instantie om de begeleiding op zich te nemen. De verkeerstechnische begeleiding wordt dan uitgevoerd op het buitenlandse grondgebied tot aan de verzochte aankomstlocatie.

### VIP-begeleiding
De meeste begeleidingen van Motorondersteuning zijn de begeleidingen van zogenaamde "Very Important Persons" (VIP's) zoals staatshoofden, regeringsleiders of Ministers van Buitenlandse Zaken die een officieel of werkbezoek brengen aan Nederland. Ook de leden van het Koninklijk Huis worden bij officiële gelegenheden begeleid door Motorondersteuning. Het accent van de begeleidingen kan op protocollair of beveiligingstechnisch liggen. Bij de VIP-begeleidingen werkt Motorondersteuning nauw samen met de persoonsbeveiligers van de Dienst Bewaken en Beveiligen (DBB). Buiten de VIP-begeleidingen, begeleidt Motorondersteuning zoals gezegd ook (sport)evenementen en bijzondere transporten met nationaal belang.

### (Sport)Evenementen

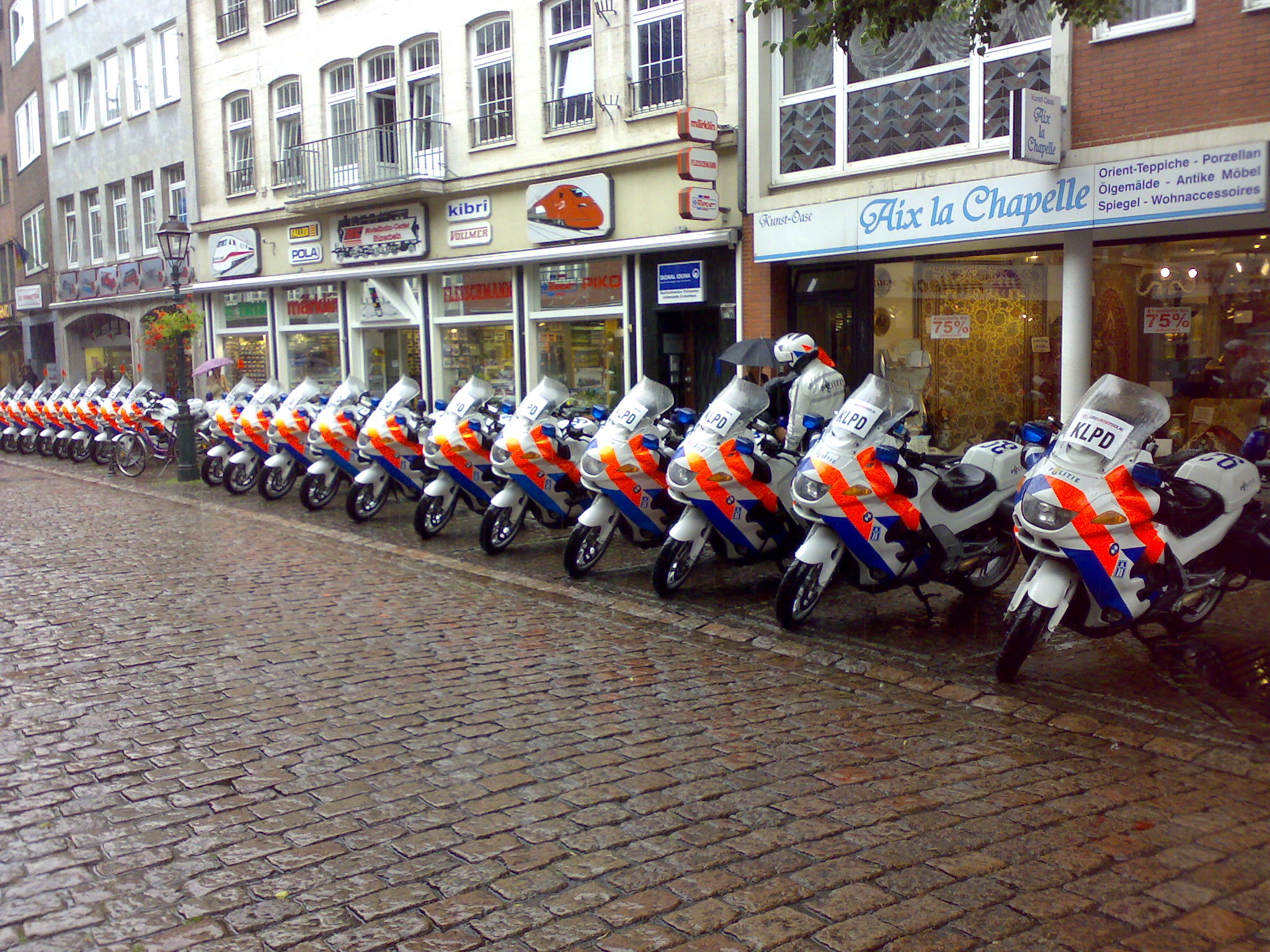
Motorondersteuning tijdens de Ster Electrotoer 2007

Sportevenementen die door Motorondersteuning begeleid worden zijn vooral de grote wielerwedstrijden zoals de Amstel Gold Race, de Ster ZLM Toer, de BinckBank Tour, de Boels/Holland Ladies Tour en Olympia's Tour. In het verleden werden ook meerdere malen de "Tour de France" (Ronde van Frankrijk), de "Giro d'Italia" (Ronde van Italië) en de "Vuelta a Espana" (Ronde van Spanje) begeleid bij hun start in Nederland. Een ander evenement dat jaarlijks door Motorondersteuning begeleid wordt is de Jumbo Run. Een karavaan van zijspanmotoren met verstandelijk beperkte kinderen in de zijspan.

### Bijzondere transporten
Motorondersteuning is groot geworden met de begeleiding van exceptionele transporten. Vrachtwagens die dermate hoog, breed en/of lang waren dat daar politiebegeleiding bij verplicht is. Later werd deze taak uitgevoerd gedaan door commerciële bedrijven. Sommige bijzondere transporten zijn echter gebleven. Zo worden bepaalde nucleaire transporten en bijzondere waardetransporten begeleid door het team. Een buitengewoon bijzonder transport was de repatriëring van de slachtoffers en de wrakstukken van de MH17-ramp in 2014.

## Secundaire taak
De primaire taak van Motorondersteuning bestaat uit verkeerstechnische begeleidingen waardoor een bepaald transport van meestal belangrijke personen zich ongehinderd door het verkeer kan begeven. Secundair kan het team ingezet worden voor handhavings- en/of opsporingstaken. Dit kan zelfstandig zijn of als assistentie aan een ander politieteam of andere -eenheid.

## Demonstratieteam

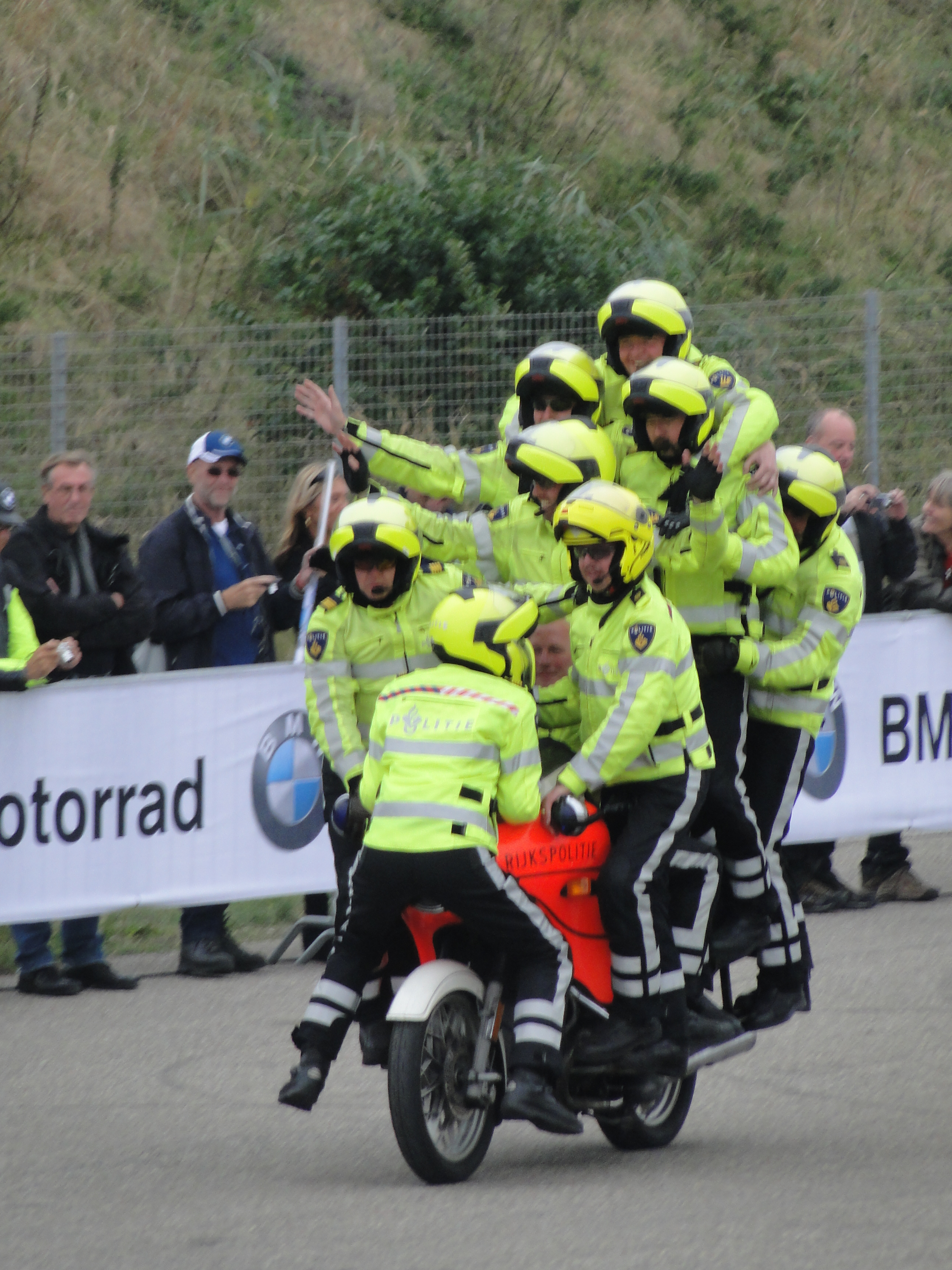
Optreden van de demonstratieteam op Circuitpark Zandvoort

Het demonstratieteam van Motorondersteuning trad in het verleden vele malen op bij velerlei evenementen. Deze optredens werden door bezuinigingen en werkdruk steeds zeldzamer. De 'stapelmotoren' zijn er nog steeds. Het zijn BMW R80/7 motoren met de bekende Gläser kuip. De motoren zijn speciaal aangepast om met meerdere mensen op de motoren te kunnen staan. Er zijn treeplanken op aangebracht en de vering is vastgezet. Het laatste publieke optreden was op 22 september 2013 tijdens de BMW Motordagen op het circuitpark Zandvoort. Het laatste optreden van het demonstratieteam was op 7 oktober 2017 tijdens het 50-jarig jubileum van Team Motorondersteuning.